# Erlabrunn
Erlabrunn – miejscowość i gmina w Niemczech, w kraju związkowym Bawaria, w rejencji Dolna Frankonia, w regionie Würzburg, w powiecie Würzburg, wchodzi w skład wspólnoty administracyjnej Margetshöchheim. Leży około 10 km na północny zachód od centrum Würzburga, nad Menem, przy linii kolejowej Frankfurt nad Menem/Fulda - Würzburg.

## Demografia
| Rok  | Liczba mieszk. |
| ---- | -------------- |
| 1970 | 997            |
| 1987 | 1320           |
| 2000 | 1574           |
| 2006 | 1621           |

## Współpraca
Miejscowość partnerska:
- Quettehou, Francja (od 1983)

## Galeria

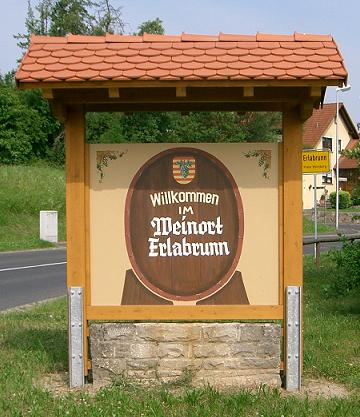
Tablica wjazdowa
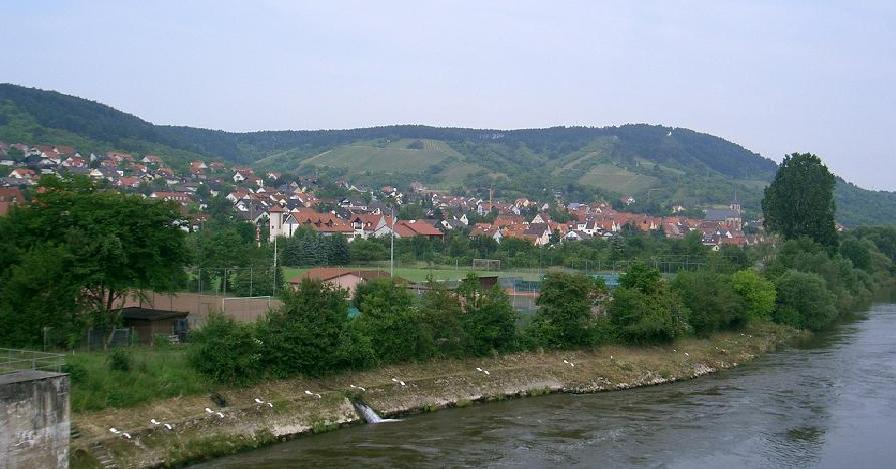
Panorama
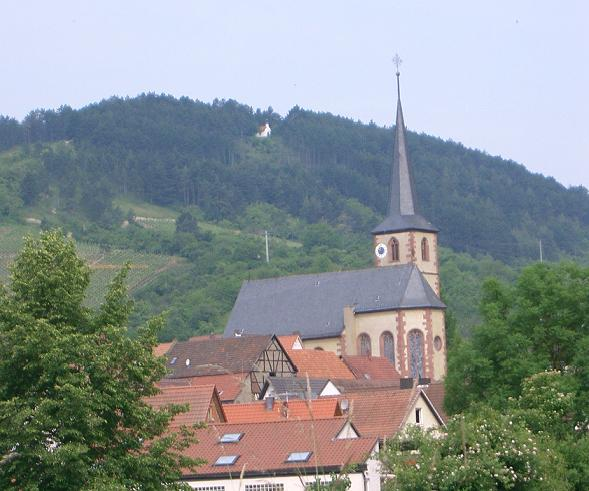
Kościół